# Fereydunkenar
Fereydūnkenār (persiska: فريدونكنار, قَصَبِه) är en kommunhuvudort i Iran.   Den ligger i provinsen Mazandaran, i den norra delen av landet, 150 km nordost om huvudstaden Teheran. Antalet invånare är 34 097.
Terrängen runt Fereydūnkenār är mycket platt. Runt Fereydūnkenār är det tätbefolkat, med 683 invånare per kvadratkilometer. Närmaste större samhälle är Bābolsar, 12,2 km öster om Fereydūnkenār. Trakten runt Fereydūnkenār består till största delen av jordbruksmark.